# Портико ди Казерта
Портико ди Казерта (итал. Portico di Caserta) је насеље у Италији у округу Казерта, региону Кампанија.
Према процени из 2011. у насељу је живело 7381 становника. Насеље се налази на надморској висини од 34 м.

## Становништво
| 1936. | 1951. | 1961. | 1971. | 1981. | 1991. | 2001. | 2011. |
| ----- | ----- | ----- | ----- | ----- | ----- | ----- | ----- |
| 3.532 | 4.017 | 4.324 | 4.442 | 4.743 | 5.419 | 6.773 | 7.719 |